# Keski-Karanka
Keski-Karanka eller Karankajärvi är en sjö i Finland. Den ligger i kommunen Pihtipudas i landskapet Mellersta Finland, i den centrala delen av landet, 400 km norr om huvudstaden Helsingfors. Keski-Karanka ligger 173,7 meter över havet. Den ligger vid sjöarna Nuoranen och Harjuntakanenjärvi. I omgivningarna runt Keski-Karanka växer i huvudsak blandskog. Den är 1,8 meter djup. Arean är 62,8 hektar och strandlinjen är 8,49 kilometer lång. Sjön  ingår i Kymmene älvs huvudavrinningsområde. 